# Roddenberryus spock
Roddenberryus spock (лат.) — вид мелких пауков рода Roddenberryus из семейства Caponiidae. Центральная Америка: Мексика (штаты Кампече и Кинтана-Роо). Название относится к вымышленному персонажу Споку (S’Chn T’Gai Spock), гибриду вулканца и человека из вселенной «Звёздный путь» (Star Trek), который служил на борту звездолета USS Энтерпрайз в качестве главного научного сотрудника и которого в оригинальном сериале играл американский актер Леонард Нимой.

## Описание
Длина самки 21 мм. Карапакс оранжевый, с инвагинациями по клипеальному краю. Хелицеры, пальпы, эндиты, лабиум, стернум, ноги, тазики и трохантеры оранжевые. Брюшко бледно-серое, без дорсального рисунка. В 2023 году вид вместе с таксонами Roddenberryus pelegrina, Roddenberryus kirk, Roddenberryus sargi и Roddenberryus mccoy был включён в состав отдельного нового рода Roddenberryus Sánchez-Ruiz & Bonaldo, 2023. Roddenberryus spock похож на R. mccoy, R. pelegrina и R. sargi наличием инвагинаций по краям наличника, но отличается более крупными размерами и наличием нескольких адесматических суставов, занимающих почти все лапки и почти половину метатарсуса. Кроме того, у представителей R.spock отсутствует густой пучок черных волосков на апикальной части голеней.